# Reprezentacja Mołdawii w piłce wodnej mężczyzn
Reprezentacja Mołdawii w piłce wodnej mężczyzn – zespół, biorący udział w imieniu Mołdawii w meczach i sportowych imprezach międzynarodowych w piłce wodnej, powoływany przez selekcjonera, w którym mogą występować wyłącznie zawodnicy posiadający obywatelstwo mołdawskie. Za jej funkcjonowanie odpowiedzialny jest Mołdawski Związek Pływacki (FISN), który jest członkiem Międzynarodowej Federacji Pływackiej.

## Historia
Reprezentacja Mołdawii rozegrała swój pierwszy oficjalny mecz w eliminacjach do Mistrzostw Europy.

## Udział w turniejach międzynarodowych

### Igrzyska olimpijskie
Reprezentacja Mołdawii żadnego razu nie występowała na Igrzyskach Olimpijskich.

### Mistrzostwa świata
Dotychczas reprezentacji Mołdawii żadnego razu nie udało się awansować do finałów MŚ.

### Puchar świata
Mołdawia żadnego razu nie uczestniczyła w finałach Pucharu świata.

### Mistrzostwa Europy
Mołdawskiej drużynie żadnego razu nie udało się zakwalifikować do finałów ME.